# Kassim Hadji
Kassim Hadji (Ntsoudjini, 23 marzo 2000) è un calciatore comoriano con cittadinanza francese, centrocampista dello Žalgiris e della nazionale comoriana.

## Carriera

### Club
Ha giocato nella prima divisione armena ed in quella lituana.

### Nazionale
Ha esordito con la nazionale comoriana il 17 ottobre 2023, nell'amichevole vinta per 2-1 contro Capo Verde.

## Statistiche

### Presenze e reti nei club
Statistiche aggiornate al 9 luglio 2025.
| Stagione              | Squadra               | Campionato            | Campionato | Campionato | Coppe nazionali | Coppe nazionali | Coppe nazionali | Coppe continentali | Coppe continentali | Coppe continentali | Altre coppe | Altre coppe | Altre coppe | Totale | Totale |
| Stagione              | Squadra               | Comp                  | Pres       | Reti       | Comp            | Pres            | Reti            | Comp               | Pres               | Reti               | Comp        | Pres        | Reti        | Pres   | Reti   |
| --------------------- | --------------------- | --------------------- | ---------- | ---------- | --------------- | --------------- | --------------- | ------------------ | ------------------ | ------------------ | ----------- | ----------- | ----------- | ------ | ------ |
| 2021-2022             | Stade Nyonnais        | CL                    | 29         | 5          | CS              | 0               | 0               | -                  | -                  | -                  | -           | -           | -           | 29     | 5      |
| 2022-feb. 2023        | Stade Nyonnais        | CL                    | 16         | 2          | CS              | 1               | 0               | -                  | -                  | -                  | -           | -           | -           | 17     | 2      |
| Totale Stade Nyonnais | Totale Stade Nyonnais | Totale Stade Nyonnais | 45         | 7          |                 | 1               | 0               |                    | -                  | -                  |             | -           | -           | 46     | 7      |
| feb.-giu. 2023        | Ararat                | PL                    | 14         | 2          | CA              | -               | -               | -                  | -                  | -                  | -           | -           | -           | 14     | 2      |
| 2023-2024             | Ararat                | PL                    | 33         | 7          | CA              | 0               | 0               | -                  | -                  | -                  | -           | -           | -           | 33     | 7      |
| 2024-feb. 2025        | Ararat                | PL                    | 16         | 1          | CA              | 1               | 1               | -                  | -                  | -                  | -           | -           | -           | 17     | 2      |
| Totale Ararat         | Totale Ararat         | Totale Ararat         | 63         | 10         |                 | 1               | 1               |                    | -                  | -                  |             | -           | -           | 64     | 11     |
| 2025                  | Žalgiris              | A                     | 14         | 1          | CL              | 2               | 0               | UCL                | 1                  | 1                  | SL          | 1           | 2           | 18     | 4      |
| Totale carriera       | Totale carriera       | Totale carriera       | 122        | 18         |                 | 4               | 1               |                    | 1                  | 1                  |             | 1           | 2           | 128    | 22     |

### Cronologia presenze e reti in nazionale
| Cronologia completa delle presenze e delle reti in nazionale ― Comore | Cronologia completa delle presenze e delle reti in nazionale ― Comore | Cronologia completa delle presenze e delle reti in nazionale ― Comore | Cronologia completa delle presenze e delle reti in nazionale ― Comore | Cronologia completa delle presenze e delle reti in nazionale ― Comore | Cronologia completa delle presenze e delle reti in nazionale ― Comore | Cronologia completa delle presenze e delle reti in nazionale ― Comore | Cronologia completa delle presenze e delle reti in nazionale ― Comore |
| Data                                                                  | Città                                                                 | In casa                                                               | Risultato                                                             | Ospiti                                                                | Competizione                                                          | Reti                                                                  | Note                                                                  |
| --------------------------------------------------------------------- | --------------------------------------------------------------------- | --------------------------------------------------------------------- | --------------------------------------------------------------------- | --------------------------------------------------------------------- | --------------------------------------------------------------------- | --------------------------------------------------------------------- | --------------------------------------------------------------------- |
| 17-10-2023                                                            | Fos-sur-Mer                                                           | Comore                                                                | 2 – 1                                                                 | Capo Verde                                                            | Amichevole                                                            | -                                                                     | 52’                                                                   |
| 17-11-2023                                                            | Iconi                                                                 | Comore                                                                | 4 – 2                                                                 | Rep. Centrafricana                                                    | Qual. Mondiali 2026                                                   | -                                                                     | 77’                                                                   |
| 22-3-2024                                                             | Marrakech                                                             | Comore                                                                | 4 – 0                                                                 | Uganda                                                                | Amichevole                                                            | -                                                                     | 78’ 79’                                                               |
| 27-6-2024                                                             | Port Elizabeth                                                        | Zimbabwe                                                              | 1 – 0                                                                 | Comore                                                                | Coppa COSAFA 2024 - 1º turno                                          | -                                                                     |                                                                       |
| 30-6-2024                                                             | Port Elizabeth                                                        | Kenya                                                                 | 0 – 2                                                                 | Comore                                                                | Coppa COSAFA 2024 - 1º turno                                          | -                                                                     | 89’                                                                   |
| 2-7-2024                                                              | Port Elizabeth                                                        | Comore                                                                | 1 – 0                                                                 | Zambia                                                                | Coppa COSAFA 2024 - 1º turno                                          | -                                                                     |                                                                       |
| 5-7-2024                                                              | Port Elizabeth                                                        | Comore                                                                | 1 – 2                                                                 | Angola                                                                | Coppa COSAFA 2024 - Semifinale                                        | -                                                                     |                                                                       |
| 7-7-2024                                                              | Port Elizabeth                                                        | Comore                                                                | 2 – 2 (3 – 5 dtr)                                                     | Mozambico                                                             | Coppa COSAFA 2024 - Finale 3º posto                                   | 1                                                                     |                                                                       |
| 6-6-2025                                                              | Bloemfontein                                                          | Zambia                                                                | 0 – 1                                                                 | Comore                                                                | Coppa COSAFA 2025 - 1º turno                                          | -                                                                     |                                                                       |
| 9-6-2025                                                              | Bloemfontein                                                          | Comore                                                                | 0 – 0                                                                 | Botswana                                                              | Coppa COSAFA 2025 - 1º turno                                          | -                                                                     | 78’                                                                   |
| 13-6-2025                                                             | Bloemfontein                                                          | Sudafrica                                                             | 3 – 1                                                                 | Comore                                                                | Coppa COSAFA 2025 - Semifinale                                        | -                                                                     | 45’                                                                   |
| 15-6-2025                                                             | Bloemfontein                                                          | Madagascar                                                            | 0 – 1                                                                 | Comore                                                                | Coppa COSAFA 2025 - Finale 3º posto                                   | -                                                                     |                                                                       |
| Totale                                                                |                                                                       | Presenze                                                              | 12                                                                    |                                                                       | Reti                                                                  | 1                                                                     |                                                                       |

## Palmarès

### Club

#### Competizioni nazionali
- Supercoppa di Lituania: 1

Žalgiris: 2025